# Inka csér
Az inka csér (Larosterna inca) a madarak osztályának a lilealakúak (Charadriiformes) rendjébe, ezen belül a csérfélék (Sternidae) családjába tartozó Larosterna nem egyetlen  faja.

## Előfordulása
Peru és Chile északi részén költenek. Telelni Ecuador déli területeire és Peru középső részére vonulnak. A tengerpartok lakója.

## Megjelenése
Testhossza 39–42 centiméter, szárnya 28 centiméter, testtömege pedig 190 gramm. Tollazata szürke, csőrénél fehér bajusszerű dísztollakat visel. Csőre és lába vörös színű.

## Életmódja
Halakból álló táplálékát a vízfelszínről zsákmányolja. Más ragadozók által megzavart halrajokat is üldözöbe vesz.

## Szaporodása
Az ivarérettséget 3 éves korban éri el. A költési időszak szeptember és november között van. Sziklaüregekben, vagy más tengeri madarak elhagyott fészkében költ. A fészekalj 1-2, elvétve 3 tojásból áll. A tojásokon mindkét szülő kotlik. A fiókák 3-4 hét elteltével kelnek ki. A szülők 1-2 hónapig gondozzák a kicsiket.